# Corinne Erhel

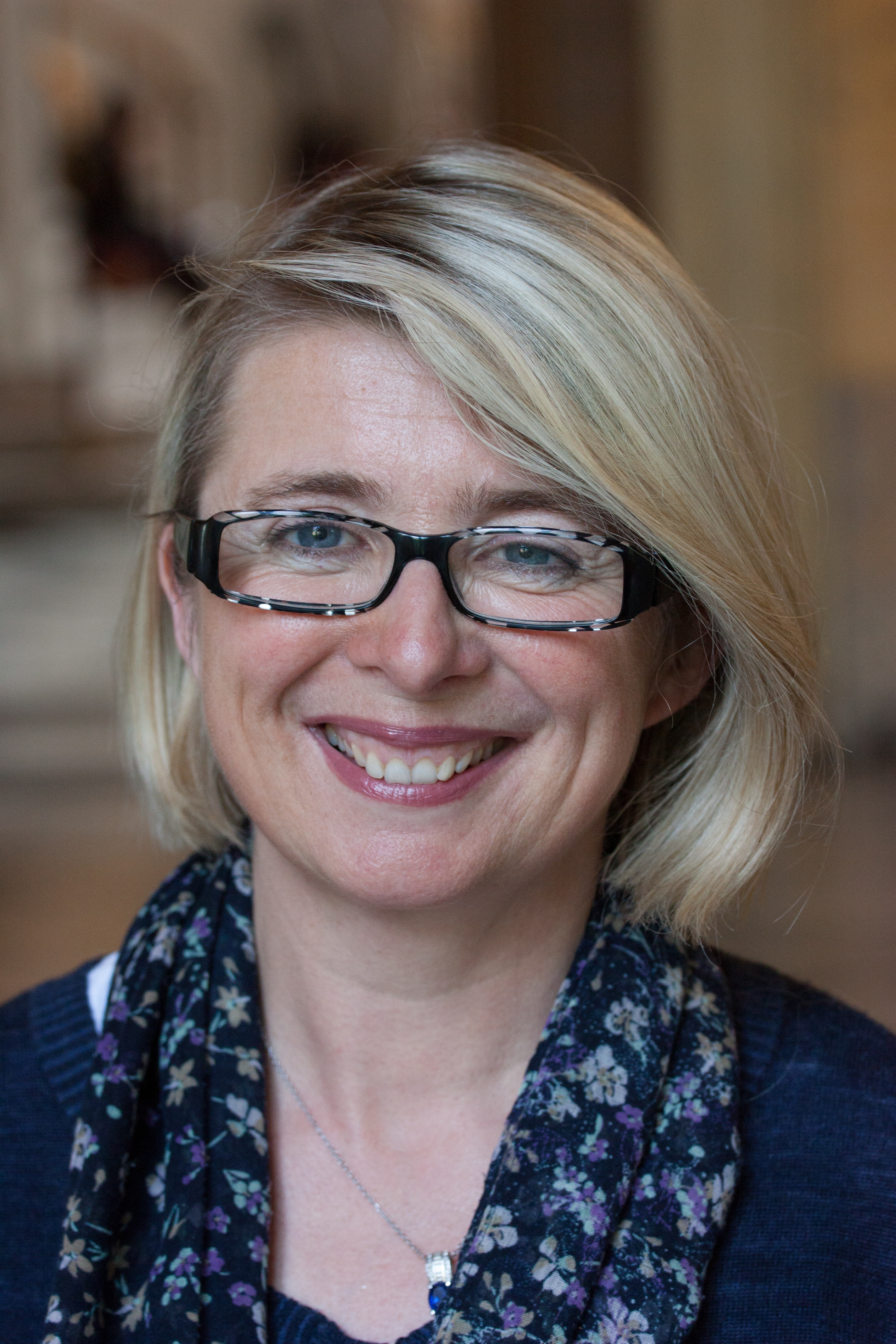
Corinne Erhel

Corinne Erhel (Quimper, 3 februari 1967 - Saint-Brieuc, 5 mei 2017) was een Franse politica.

## Levensloop
Corinne Erhel werd gediplomeerde in ruimtelijke ordening aan het Institut des hautes études de droit rural et d'économie agricole. Ze werd assistente voor ruimtelijke ordening bij Bretoense administraties.

## Politiek
Als lid van de Parti socialiste sinds 1997, werd ze dat jaar parlementair assistente bij Alain Gouriou, parlementslid en burgemeester van Lannion (Côtes-d'Armor).
Bij de regionale verkiezingen in 2004 en laatst in 2015 werd ze verkozen voor de Côtes d'Armor, op dezelfde socialistische lijst als minister Jean-Yves Le Drian.
In 2007 werd ze, in opvolging van Gouriou, verkozen als lid van de Assemblée nationale met 56 % van de stemmen. In 2012 werd ze herkozen met 39319 stemmen (64 % van de kiezers). 
In het parlement zetelde ze in de socialistische fractie en was lid van de Commissie economische zaken. Ze interesseerde zich voornamelijk voor digitalisering, ruimtelijke ordening en economisch-industriële ontwikkeling. Ze was rapporteur bij verschillende thema's. 
In 2008 schreef ze, samen met Dionis du Séjour, een rapport over de toepassing van de wet van 21 juni 2004 aangaande de digitalisering. In 2011 schreef ze, samen met Laure de la Raudière, een rapport over de neutraliteit op internet en in de sociale digitale netwerken. Hetzelfde jaar schreef ze een rapport over de toepassing van de wet betreffende de numerieke breuk. 
In februari 2013 was ze verslaggever van het onderzoek naar de regulering van de telecom.
In oktober 2013 bracht ze verslag uit over het voorstel van Europese resolutie met betrekking tot de digitale strategie binnen de Europese Unie.
In mei 2014 presenteerde ze de besluiten van de werkgroep die zich boog over de achterstand van de digitale economie in landbouwzones.
Als vicevoorzitter van de Bijzondere commissie voor het onderzoek van de zogenaamde Wet-Macron vulde ze de ontwerptekst aan met talrijke beschikkingen betreffende de telecom en de digitalisering.
In november 2015 werd ze ook verslaggever binnen de Commissie economische zaken over het wetsontwerp voor een digitale republiek.
Vanaf 2012 was ze verslaggever van het advies over de begroting elektronische communicatie en digitale economie, binnen de jaarlijkse Financiewet.
Vanaf 2012 stelde ze zich op tegen de zandwinning in de baai van Lannion. Ze interpelleerde hierover herhaaldelijk, de gevolgen aanklagend die dit had op de biodiversiteit en op de kuststreek, evenals de negatieve invloed op de tewerkstelling. In juni 2014 kreeg ze hierin de steun van minister Ségolène Royal.

## En Marche
In december 2016 sloot ze zich als een van de eerste parlementsleden aan bij de beweging En Marche, gesticht door Emmanuel Macron, en ze steunde hem tijdens de campagne voor de presidentsverkiezingen. 
Dit bracht haar in de problemen binnen de socialistische partij, die haar de investituur weigerde voor de parlementsverkiezingen van 2017.
Ze had ongetwijfeld als kandidaat van La République en Marche aan deze verkiezingen deelgenomen, was het niet dat ze op 5 mei 2017 plots overleed. Ze was in Saint-Brieux een laatste meeting aan het houden, ter ondersteuning van Macron, toen ze plots in elkaar zakte en spoedig daarop overleed. 
Ze werd op 10 mei begraven, na een uitvaart in de kerk Saint-Jean-du-Baly in Lannion, in aanwezigheid van president-elect Emmanuel Macron.